# Kamarna
Koordinaten: 59° 7′ N, 27° 33′ O
Kamarna ist ein Dorf (estnisch küla) in der Landgemeinde Alutaguse (bis 2017 Illuka). Es liegt im Kreis Ida-Viru (Ost-Wierland) im Nordosten Estlands.

## Beschreibung und Geschichte
Das Dorf hat heute nur noch drei Einwohner (Stand 2011).
Kamarna wurde erstmals 1583 urkundlich erwähnt, ist aber wahrscheinlich sehr viel älter. Der Ortsname kommt vermutlich vom russischen Wort für Stechmücke („Комар“). In der weitgehend unberührten Moorlandschaft von Kamarna vermehren sich in den Sommermonaten die Mücken rasant. In den Sumpfgebieten brüten zahlreiche wilde Schwäne.